# Patagiaster
Genre
Patagiaster est un genre d'étoiles de mer de la famille des Astropectinidae.

## Taxinomie
Selon World Register of Marine Species (29 janvier 2015) :
- Patagiaster granulatus McKnight, 2006 -- Nouvelle-Zélande
- Patagiaster nuttingi Fisher, 1906 -- Hawaii
- Patagiaster sphaerioplax Fisher, 1913 -- Région indonésienne